# Onthophagus vilis
Onthophagus vilis är en skalbaggsart som beskrevs av Edgar von Harold 1877. Onthophagus vilis ingår i släktet Onthophagus och familjen bladhorningar. Inga underarter finns listade i Catalogue of Life.